# Retribution Engine
Retribution Engine — игровой движок с открытым исходным кодом, разработанный группой разработчиков APGSoftware и предназначенный, в первую очередь, для использования в играх от первого лица. Первая игра, которая использовала Retribution — Corridors of Power, была создана авторами движка под вдохновением Doom и Quake. Игра вышла в свет в 1999 году, как тестовая версия, которая включала в себя несколько уровней. Выход окончательной версии игры состоялся в августе 2003 года. За этой игрой последовало ещё несколько проектов, уже разработанных другими авторами, а в движок вводились новые функции.
Начиная с версии 1.07, игровой движок распространяется под свободной лицензией GNU General Public License v2.

## Технические характеристики
Движок поддерживает трёхмерные модели формата .x и .md2 (аналогичный формат файлов использует Quake 2). Также поддерживаются эффекты, создаваемые системой частиц, эффект glow, шейдеры, применяемые к моделям, стенсильные мягкие тени, погодные эффекты (например, визуализация дождя или снега), объемные (волюметрические — англ. “volumetric”) эффекты и т. д. В комплекте с движком поставляется также несколько игровых редакторов (например, редактор уровней, редактор моделей) и документация.
Рендеринг изображения происходит в режиме OpenGL, а для вывода звука используется OpenAL (до версии 1.10 использовался DirectSound).
Редактор уровней позволяет в режиме конструктора делать игры (упор делается на шутеры от первого лица) с такими режимами:
- Стандартный режим (англ. Standard mode) — простые головоломки, убийство врагов, расставленных по уровню
- Соревнование (англ. Challenge) — целью является окончить уровень настолько быстро, насколько это возможно. Присутствует таблица рекордов.
- Выживание (англ. Survival) — целью является спасаться от нарастающего потока врагов. Присутствует таблица рекордов.
- Дефматч (англ. Deathmatch) — разрабатываемый режим для многопользовательской игры.

## Игры, использующие Retribution Engine
В списке ниже представлены как самостоятельные разработки, так и отдельные уровни, которые требуют файлы игрового движка (загруженные с официального сайта) для своего запуска.
Самостоятельные однопользовательские игры:
- Corridors of Power — Автор: A.P.Gardner. Дата выхода первой версии: 17/08/2003.
- Sinister (Part 1) — Автор: Jon Eriksson. Дата выхода первой версии: 07/06/2004.
- The Depot — Автор: MitaMAN. Дата выхода первой версии: 09/12/2005.
- Slime Pits (Corridors of Doom, Part 1) — Автор: A.P.Gardner.
- Arkeon — игра Nex1 Games, статус неизвестен.

Уровни для режима обычной игры:
- The Burning Pit — Автор: P.Moxon. Дата выхода первой версии: 14/05/2001
- Ancient Complex — Автор: A.P.Gardner. Дата выхода первой версии: 10/07/2001
- The Powerstation — Автор The Wolf. Дата выхода первой версии: 04/03/2002
- Space Station — Автор: d-p[0mat. Дата выхода первой версии: 30/07/2002
- The Conveyor Project — The Wolf. Дата выхода первой версии: 12/12/2002
- Gloom Base — Автор: Gunrock. Дата выхода первой версии: 19/07/2003
- The Attack — Автор: Gunrock. Дата выхода первой версии: 11/05/2004

Уровни для режима «соревнование»:
- CH-Warehouse — Автор: Jon Eriksson. Дата выхода первой версии: 20/07/2004
- CH-Turret Run — Автор: The Wolf. Дата выхода первой версии: 22/07/2004
- CH-Ambush — Автор A.P.Gardner. Дата выхода первой версии: 10/08/2004
- CH-Challenge Pack (CH-Balance, CH-Chess, CH-Crazy Maze) — Автор: The Wolf. Дата выхода первой версии: 19/09/2004

Уровни для режима «выживание»:
- SV-Survival Complex — Автор: A.P.Gardner. Дата выхода первой версии: 27/10/2005
- SV-Farm — Авторы: Jon Eriksson & A.P.Gardner. Дата выхода первой версии: 05/09/2006